# Son Lledó
Son Lledó, també conegut per Son Lledó Vell o Son Lledó d'en Blanc, és una possessió del terme municipal de Campos, Mallorca, situada entre les possessions de Ses Cases Noves, Es Marge, Son Virgili i Son Blai Mas.
En el segle xvi confrontava amb Son Catlar, Es Camp Roig, el camí de Campos a Sa Ràpita, el camí de Palma, Son Julià, el camí de Sa Barrala, el camí del Palmer i s'Alqueria Fosca. Pertanyia a la família campanera dels Lledó, dels quals prengué nom. En el segle xvii apareixia dividida en Son Lledonet, Ses Cases Noves d'en Lledó i Son Lledó. El 1725 la possessió principal, dita Son Lledó, pertanyia a Miquel Ballester. Es dedicava a la producció de cereals i a la ramaderia ovina. Tenia cases, molí de sang i una torre de defensa adossada a les cases de planta quadrangular.

## Construccions
Les cases de la possessió presenten una façana principal orientada a xaloc. El cos central l'ocupa l'entrada principal a les cases, amb un portal d'arc rodó adovellat, sobre el qual hi ha l'escut del llinatge Lladó. Al damunt hi ha un pis en el qual s'obren dues finestres amb ampit. El bloc situat a la dreta del portal forà l'ocupa la cotxeria. Modernament s'ha afegit una porxada construïda segons els patrons tradicionals, amb dos arcs d'ampla llum rebaixats. El portal forà dona a un vestíbul, cobert per un sòtil de volta de creueria. Les parets es mostren referides amb calç. Alguns desperfectes en el referit permeten contemplar el folrat interior, fet amb impresos del segle xviii i XIX, els quals contenen goigs religiosos. Sobre les parets de la dreta s'aprecien grafits que representen vaixells, creus i comptes diversos. Aquí també arrenca l'escala que puja a la planta superior, adossada a la paret. Està coberta de volta. Destaca, a més del portal exterior, un segon interior, que servia per comunicar amb la part posterior de l'edifici. Dibuixa un gran arc rodó, dovellat però sense clau. Des del vestíbul un gran arc rebaixat comunica amb la segona crugia. Damunt l'arc es poden apreciar les restes d'unes pintures que representen lletres i números, fets amb mangra. Passada la segona crugia (o hi ha les cuines i altres cambres), se surt a un pati interior. Des d'aquí, per un portal lateral s'accedeix a les antigues dependències agrícoles, avui dia reconvertides en petits apartaments per als clients de l'agroturisme. Al centre destaca el coll de l'aljub, de forma prismàtica i fet de pedra maresa.

## Torre de defensa
A l'esquerra de l'entrada a les cases s'alça la torre de defensa de planta quadrangular, parament paredat en verd llevat de les faixes, en cadena d'angle. Actualment està coberta per una teulada a dos aiguavessos. A la planta baixa s'obre un portal d'arc rodó adovellat, devora l'escala que puja al primer pis. Més amunt s'obren dues finestres de petites dimensions. A la part de damunt hom pot contemplar un matacà rehabilitat.